# Aximez

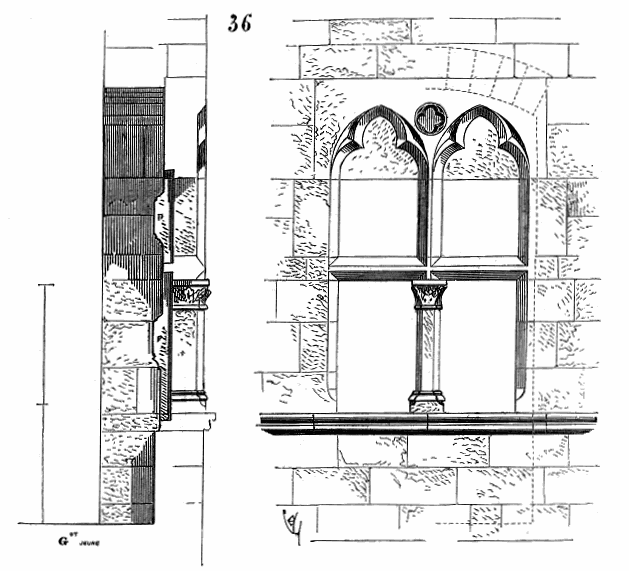
Aximez

O aximez (também grafado ajimez) é uma janela em arco, que está dividida verticalmente em duas partes iguais, através de um colunelo (pequena coluna) ou pilastra, comummente chamada mainel (termo vindo do francês) ou parteluz (termo vindo do castelhano). O arco da janela pode ser um arco romano, que é o mais tradicional, ou um arco ogival. Às vezes, a janela compreende dois arcos e o espaço de permeio é decorado com um escudo de armas ou uma abertura circular.
Também dá pelo nome de “janela geminada”, aqui o adjectivo “geminado” (de gémeo), evoca o sentido de que são janelas iguais, que estão justapostas uma à outra. As janelas geminadas embora, geralmente, possam evocar a ideia clássica de apenas um par de janelas ladeadas, também podem, efectivamente, corresponder a mais do que duas janelas. Com efeito, há inúmeros exemplares de janelas trigeminadas, quadrigeminadas, etc. 
As janelas geminadas e trigeminadas apareceram a partir da Antiguidade Romana e tornaram-se num elemento assíduo da arquitectura paleocristã e bizantina. Ulteriormente, na Península Ibérica, também se verificou uma presença expressiva dos ajimezes na arquitectura visigótica e pré-românica. O mesmo se repetiu com a arquitectura islâmica.
O aximez é próprio da arquitectura medieval europeia, tanto da arquitectura românica como da gótica, no ensejo das quais, se avultou como uma forma habitual de ornamentar janelas e campanários. Também se usou muito amiúde na época renascentista. Posteriormente, durante os períodos do barroco e do neoclássico, o aximez foi abandonado, como elemento construtivo, acabando por ser substituído por outros elementos quejandos como, por exemplo, a janela serliana. 
Ulteriormente, por torno do século XIX, voltou a estar na moda, por ocasião do período ecléctico, com o redescobrimento dos estilos antigos, como sendo o neogótico, neoclássico, etc.).

## Etimologia
Os substantivos «aximez» e «ajimez» provêm do castelhano ajimez e este, por seu turno, do árabe al-šimāsa ou  ax-ximâsa, que significa «abertura para o sol; janela».

## Alguns exemplos
Arquitectura paleo-cristã e Bizantina

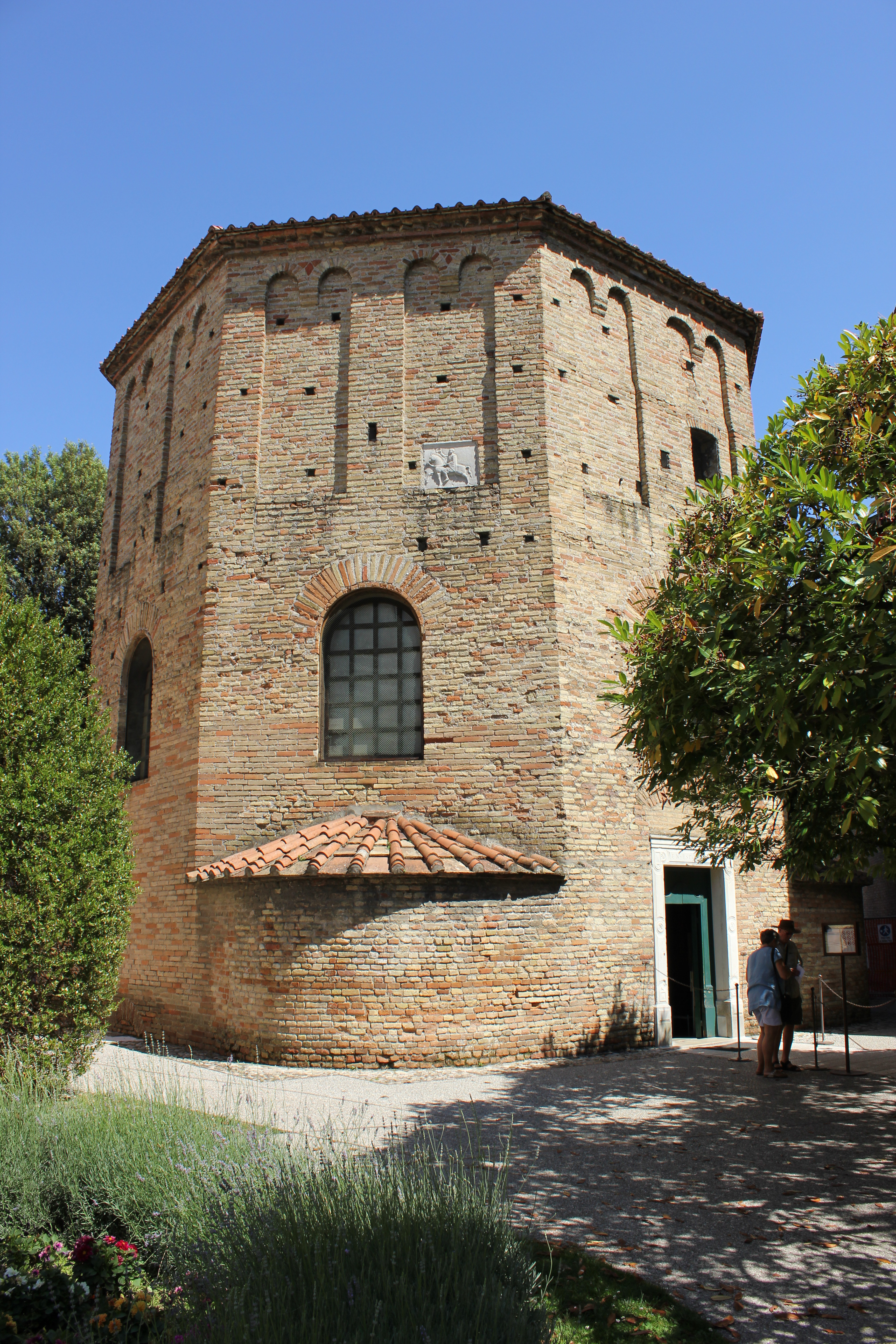
Batistério Neoniano, Ravena, Itália
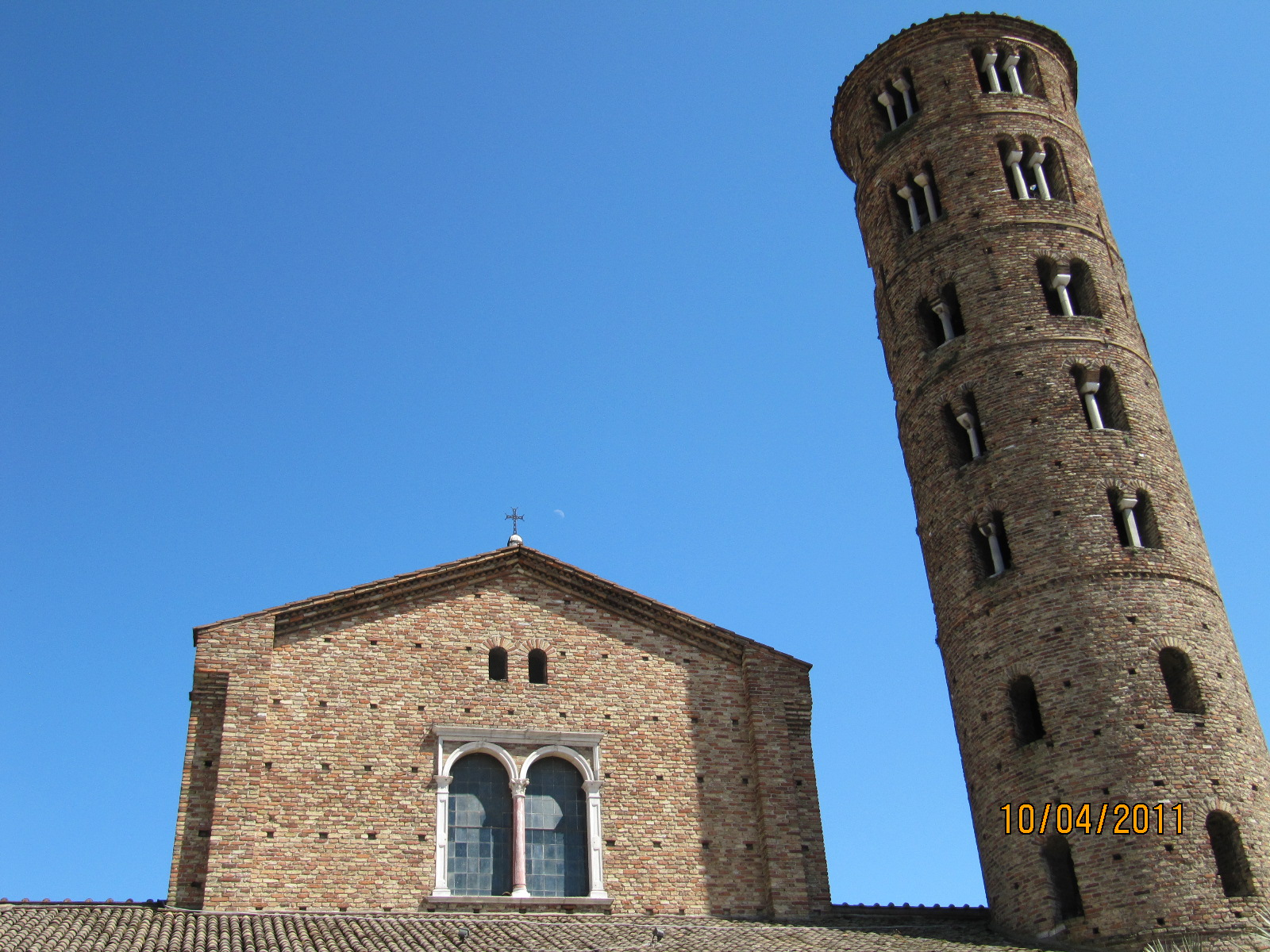
Basílica de Santo Apolinário Novo, Ravena, Itália
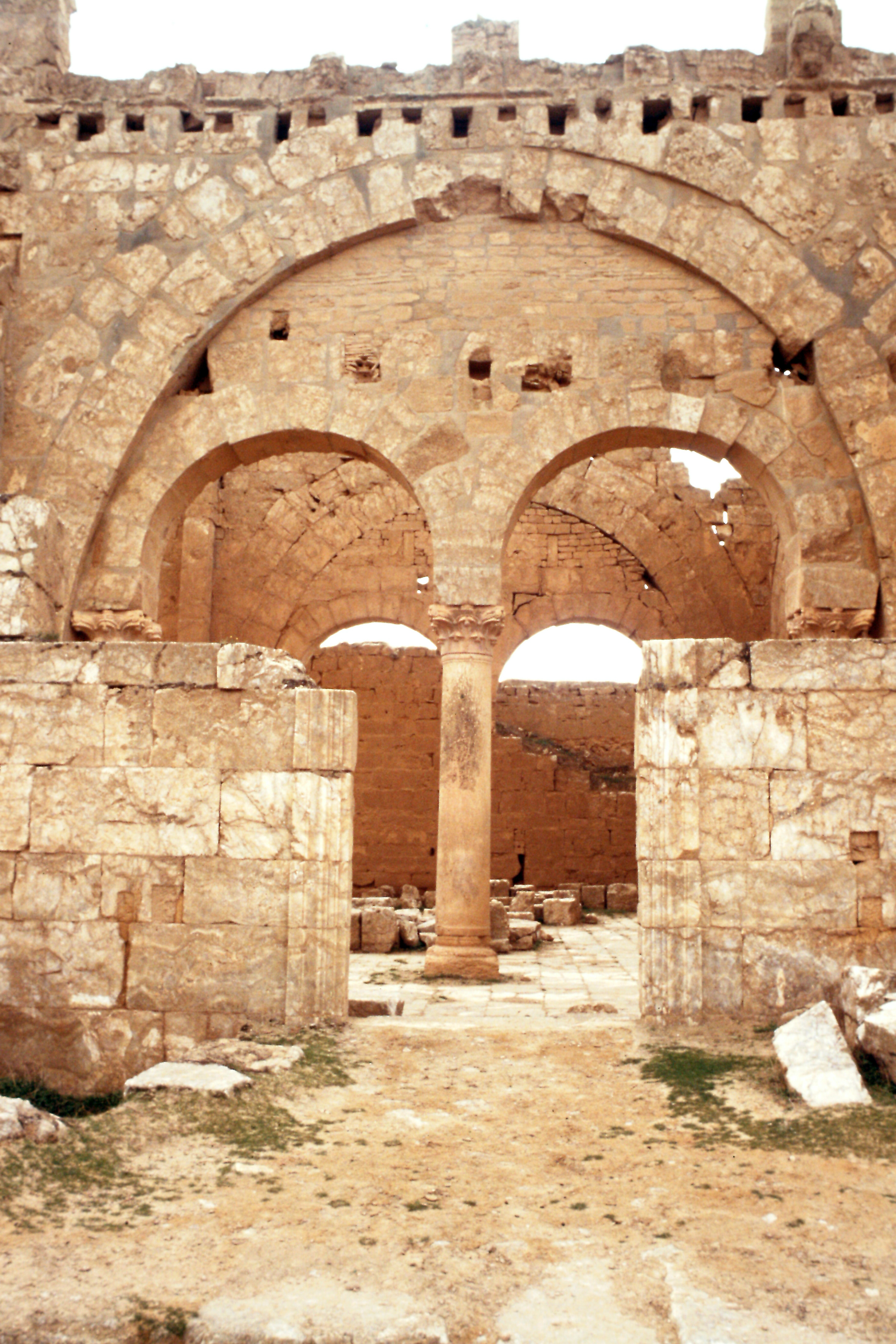
Basílica de Sergiópolis, Síria
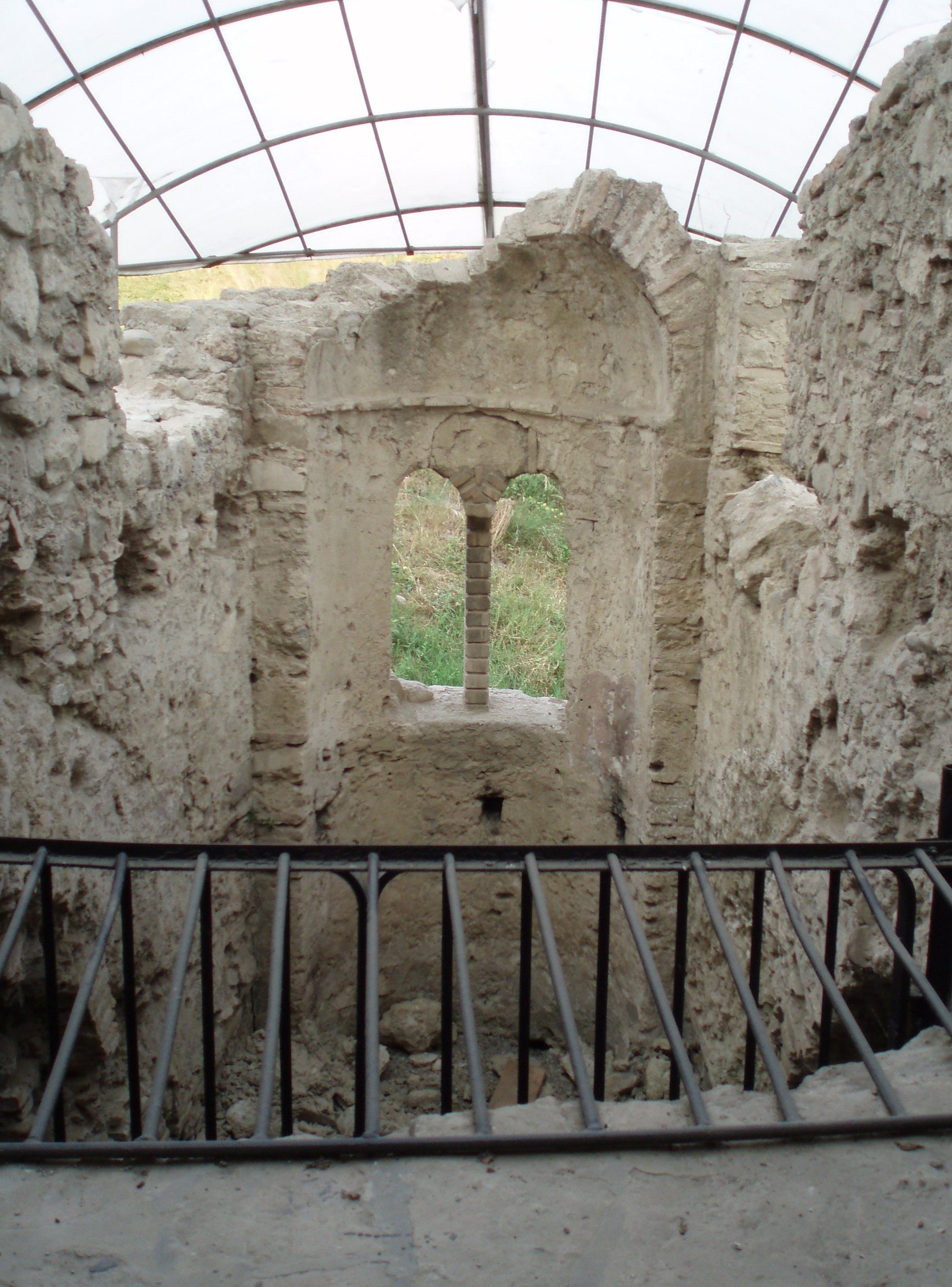
Basilica do Anfiteatro de Durrës, Albânia
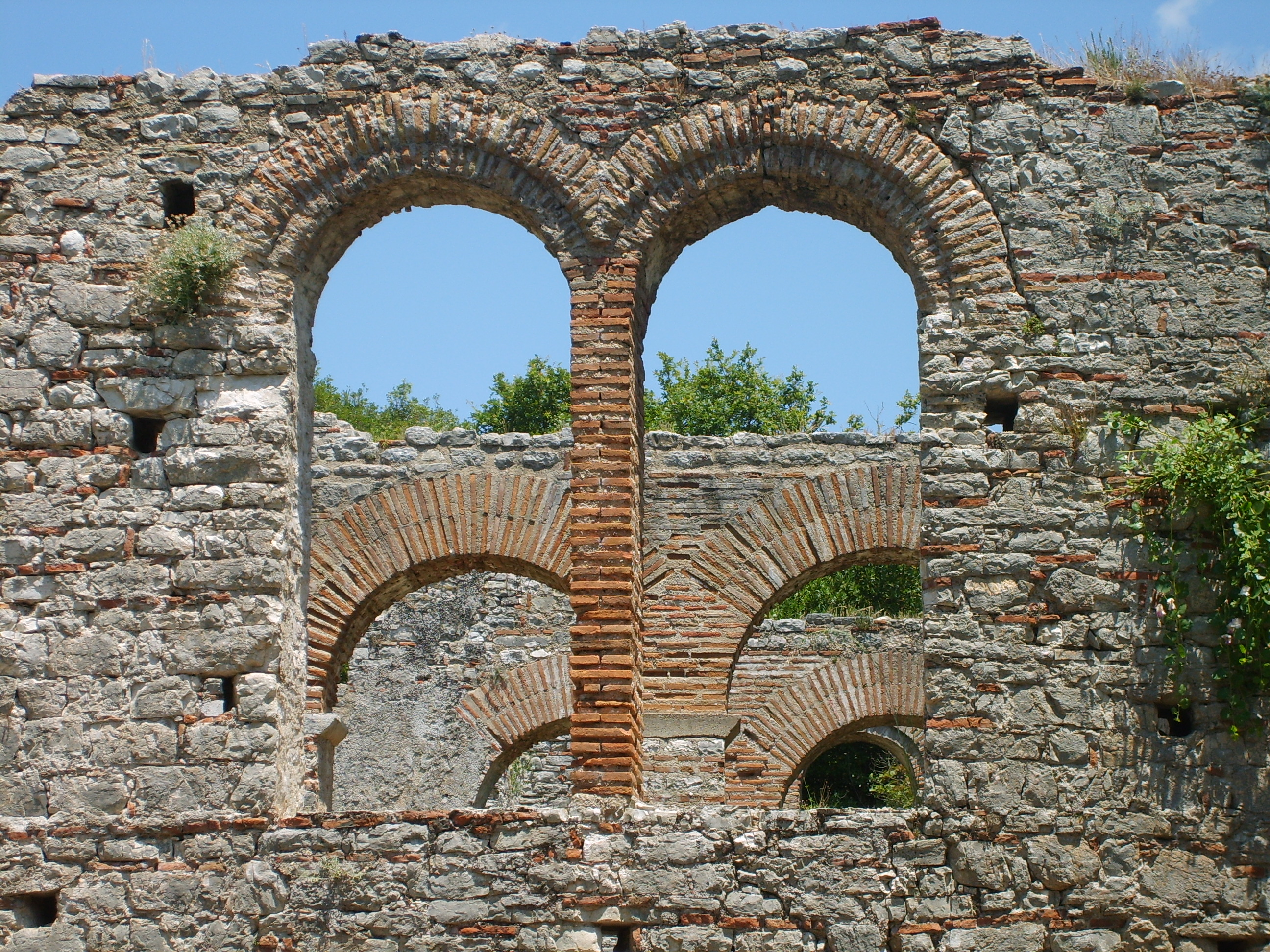
Basílica de Butroto, Albânia
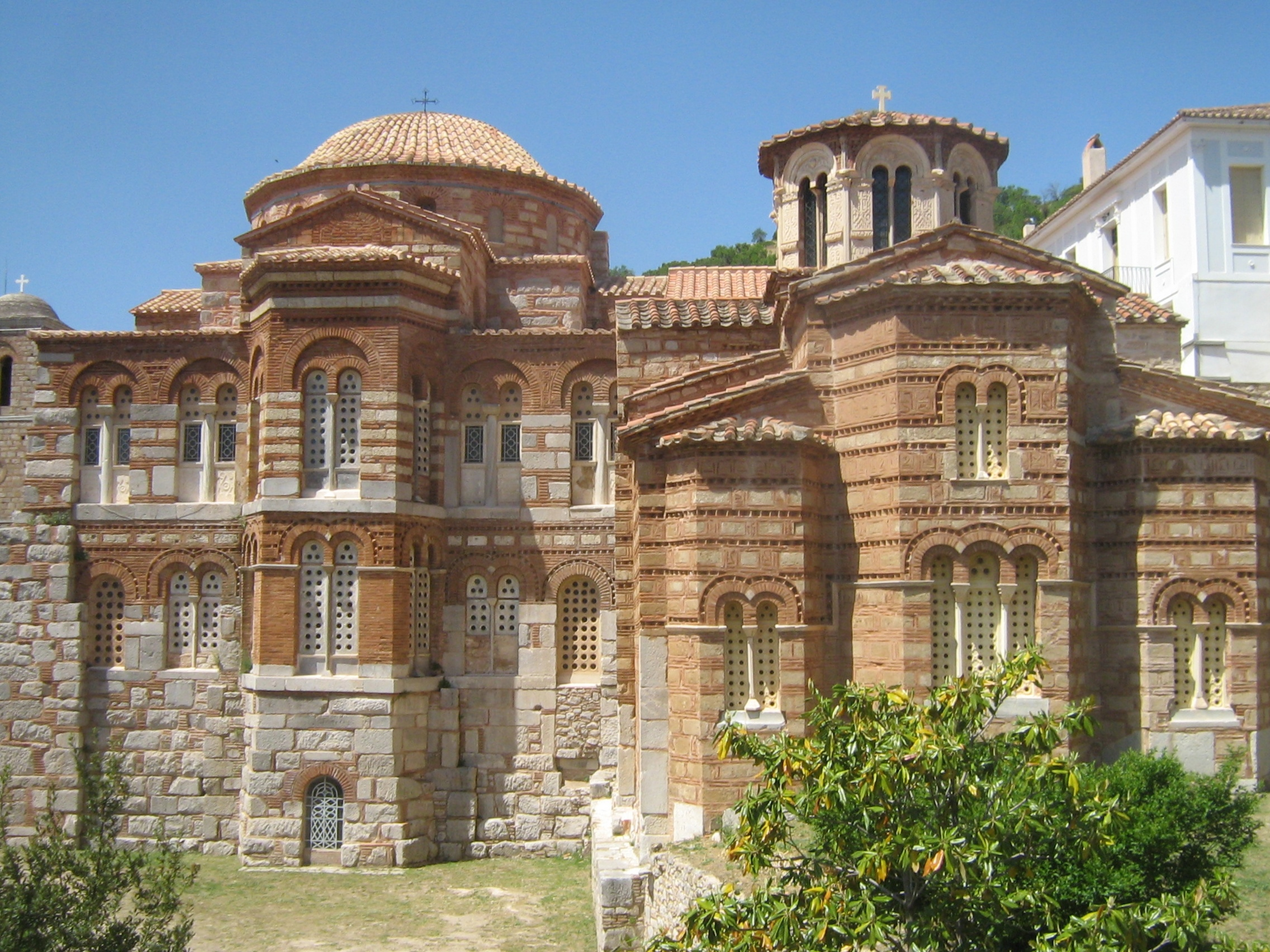
Mosteiro de São Lucas, Grécia

Arquitectura pré-românica

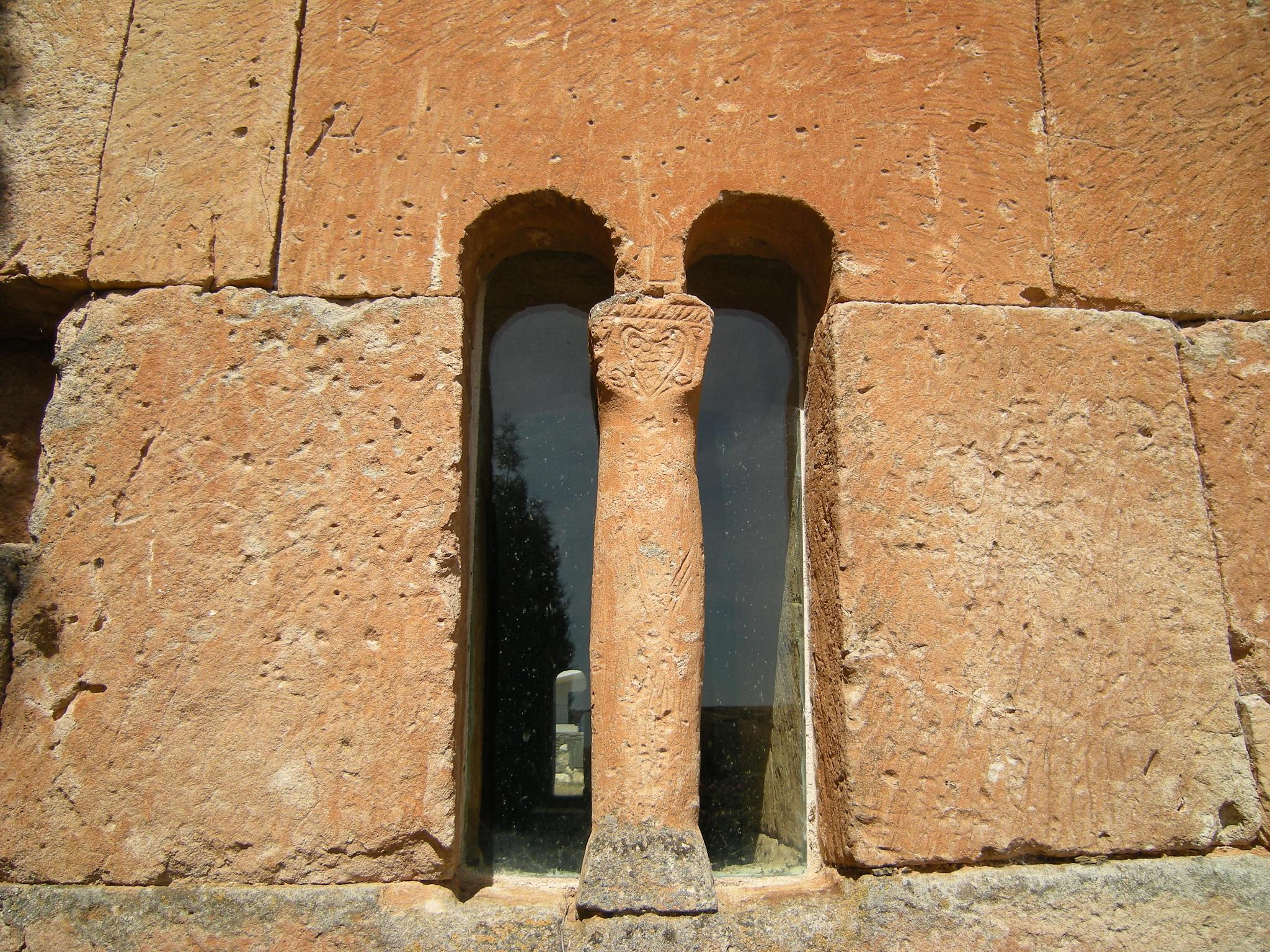
Igreja de São Pedro de la Nave, Espanha
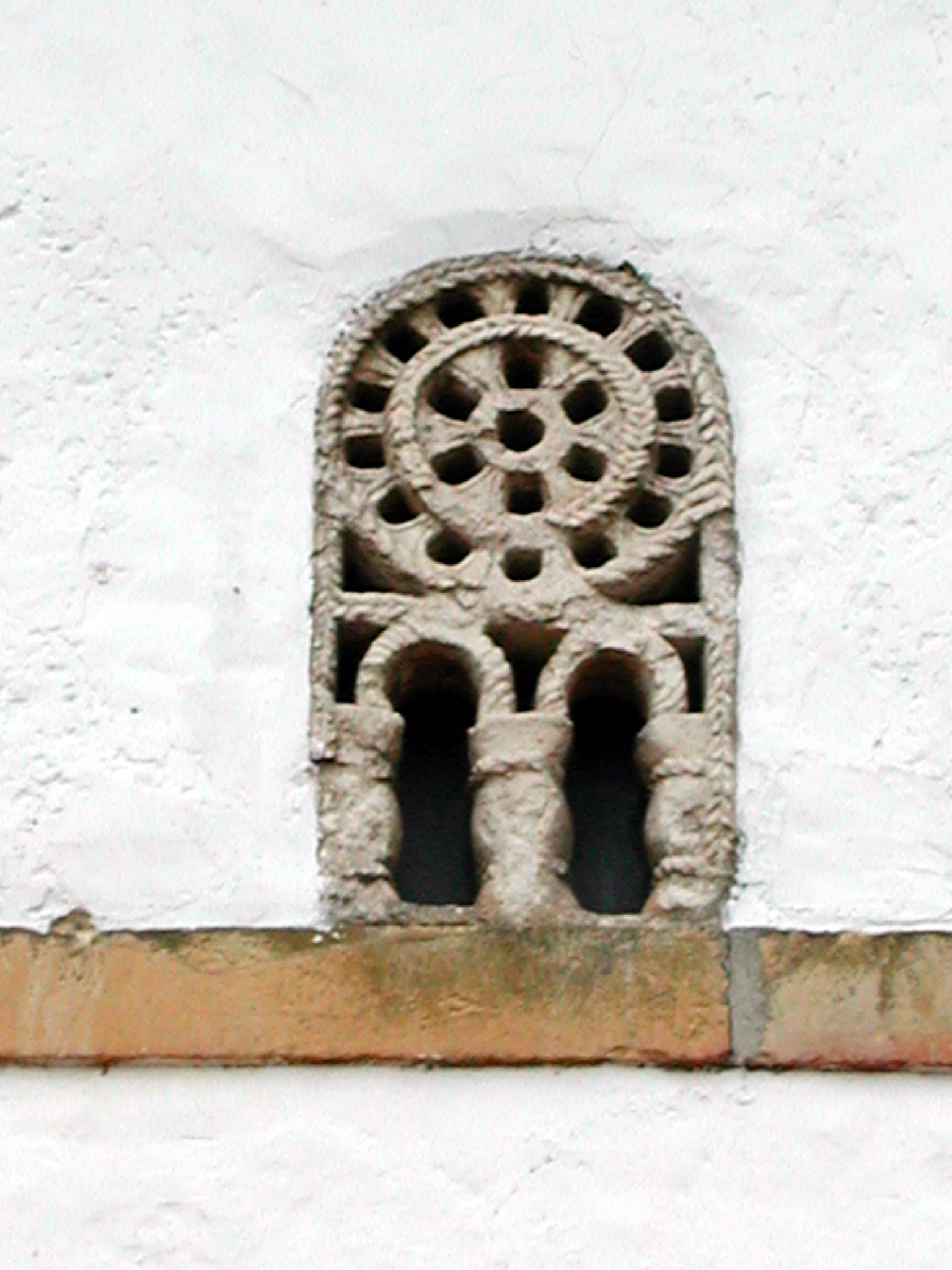
San Miguel de Villardeveyo, Llanera (Astúrias, Espanha)
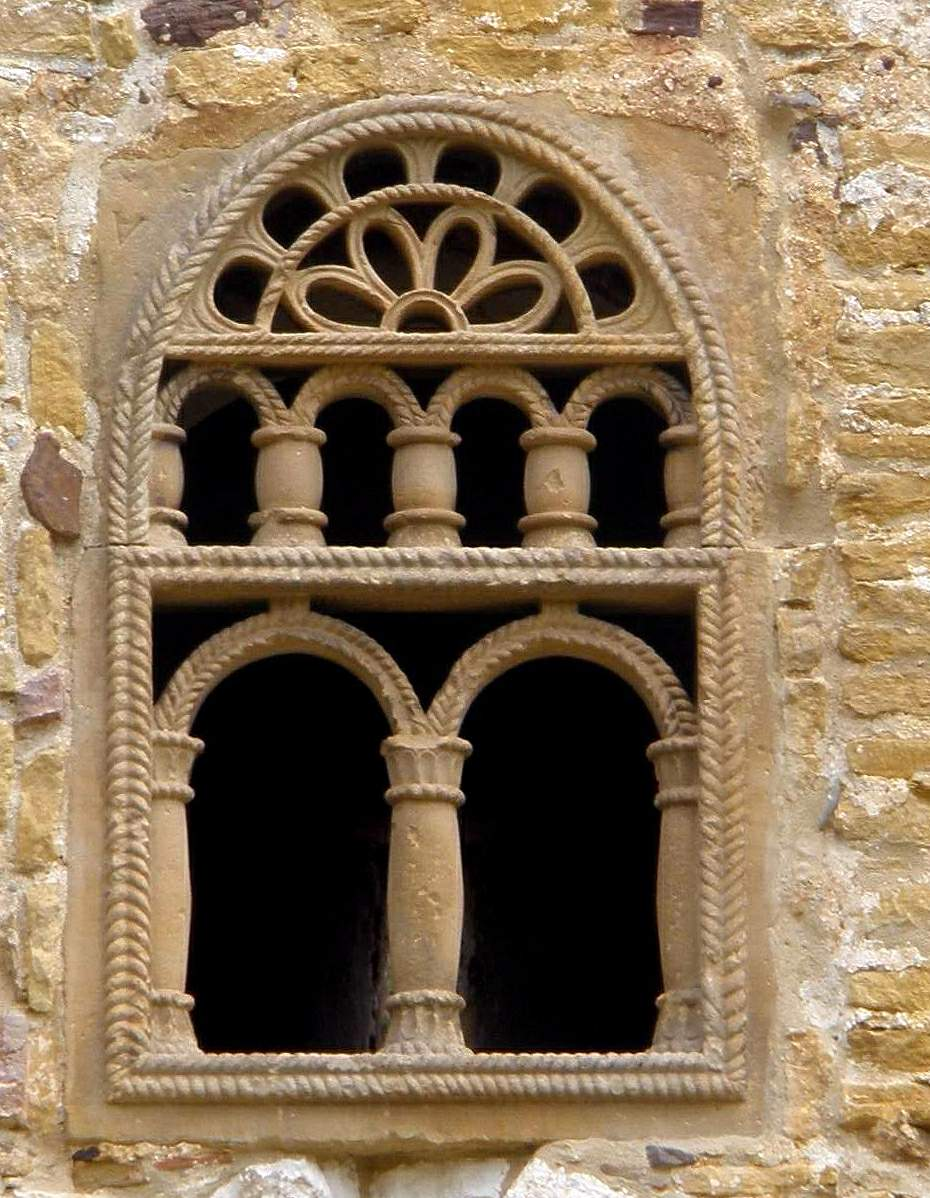
San Miguel de Lillo, Oviedo, Astúrias, Espanha
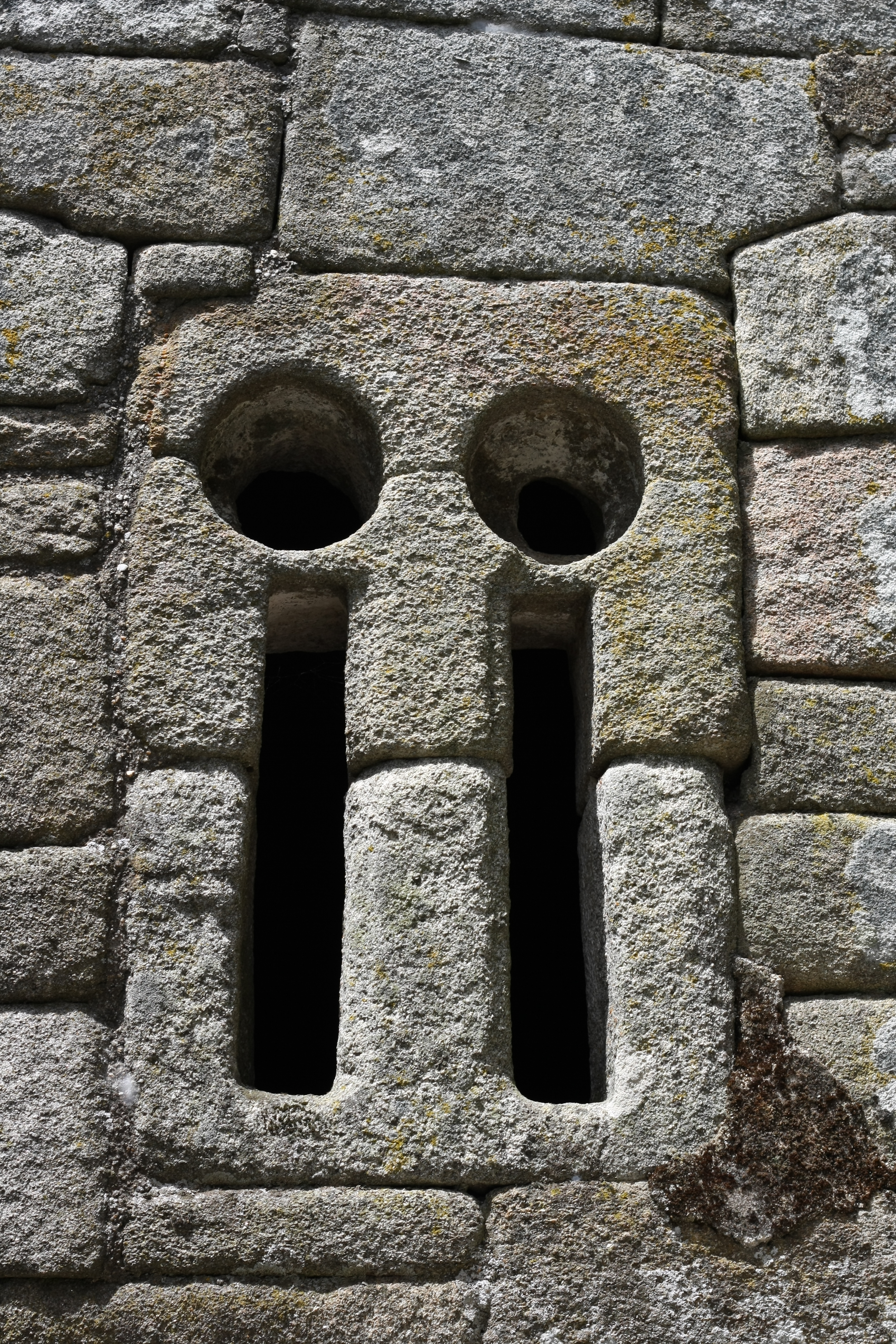
Santa Eufémia de Ambía, Galiza, Espanha
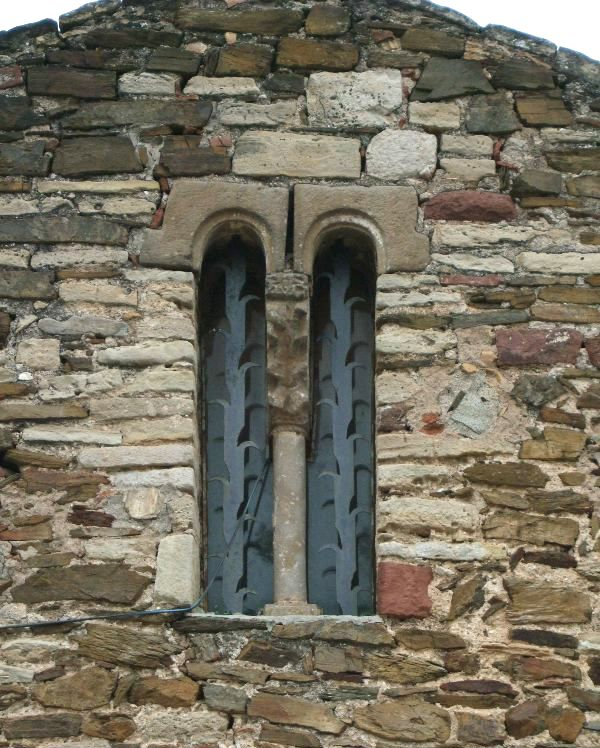
Ermida da Saúde, Catalunha, Espanha

Românico e Gótico

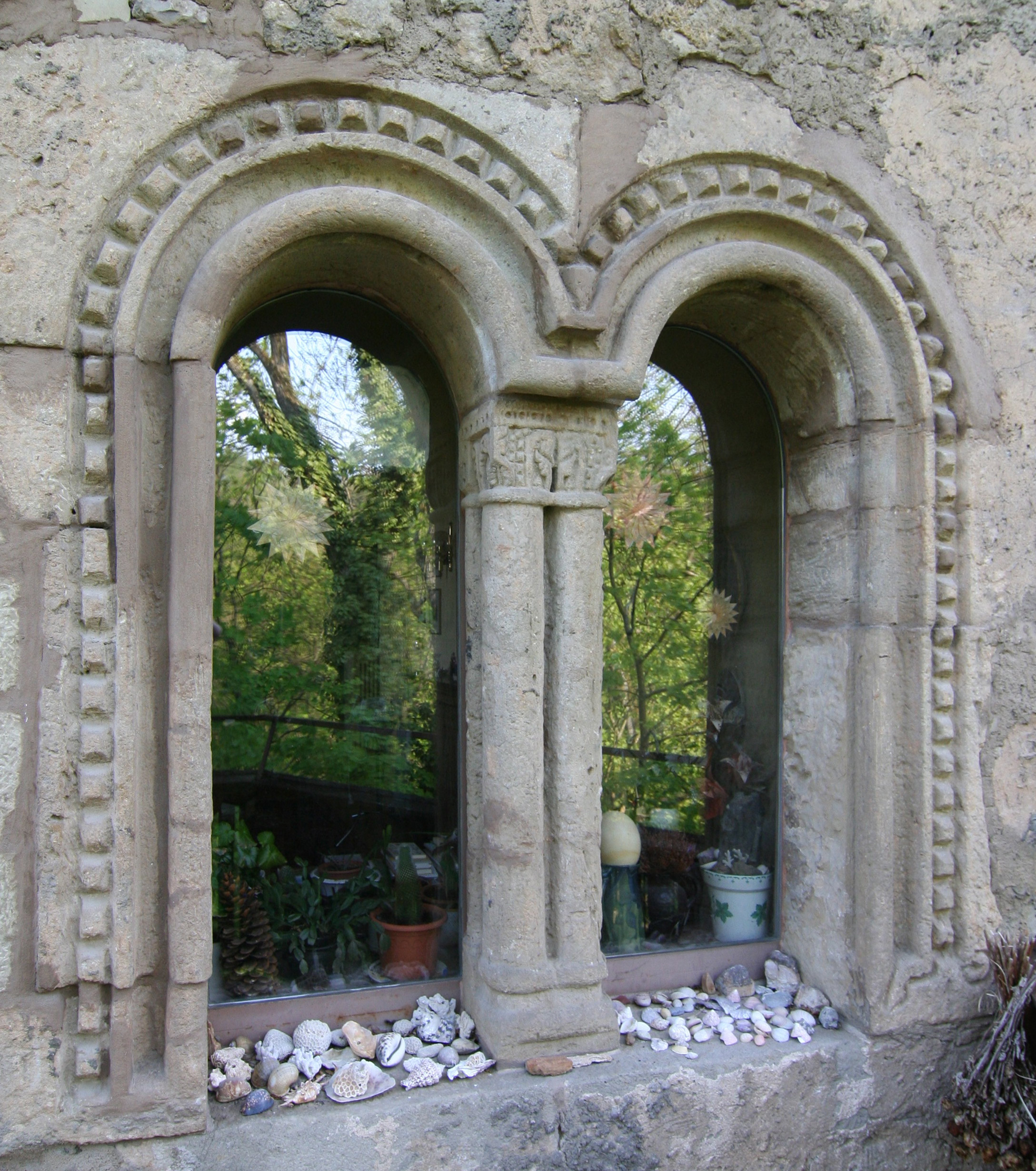
Castelo de Hornberg, Neckarzimmern, Baden-Württemberg, Alemanha
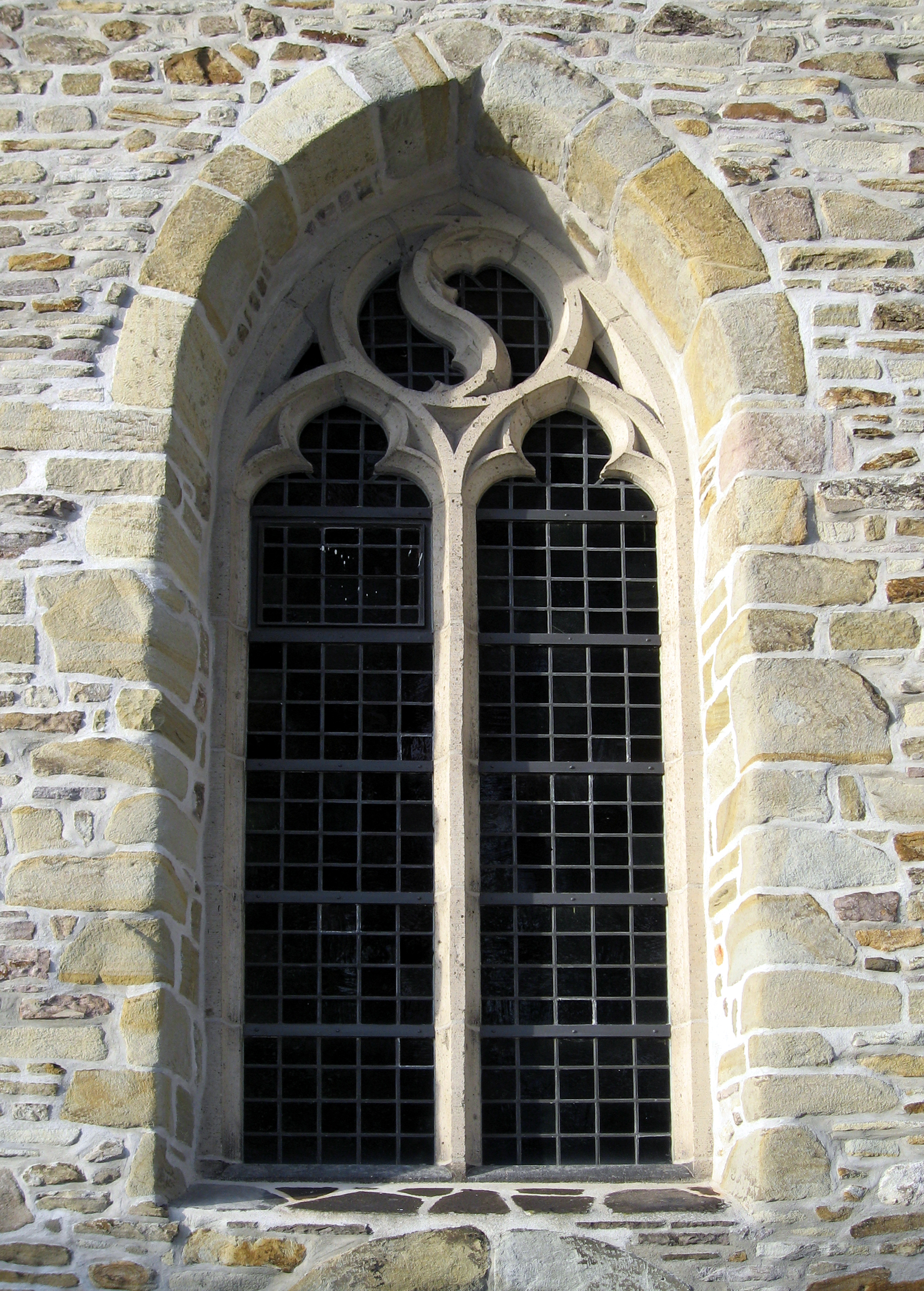
Igreja de Stiepeler, Bochum, Alemanha
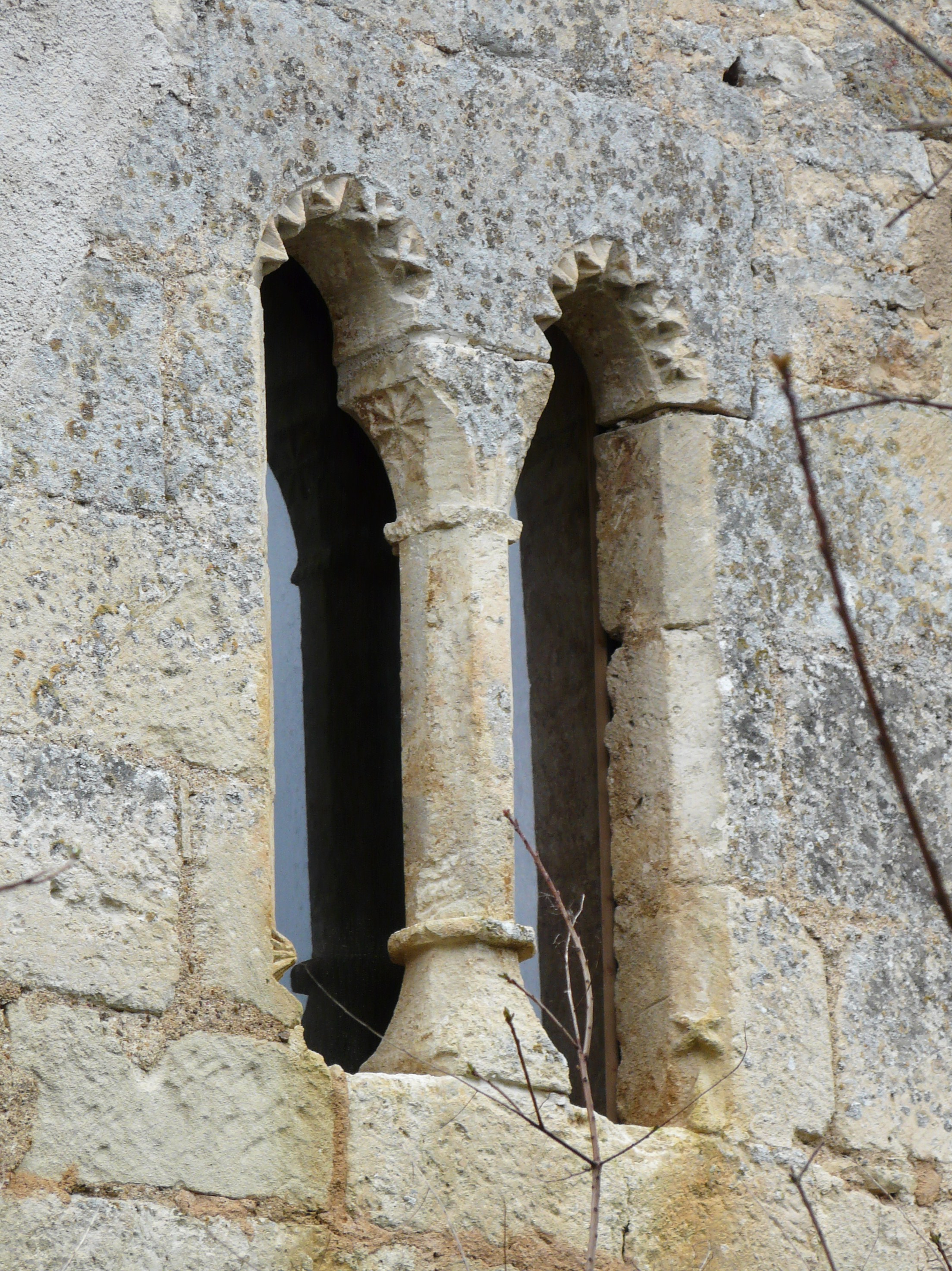
Igreja de  Santa-Viviana, Paussac, Dordonha, França
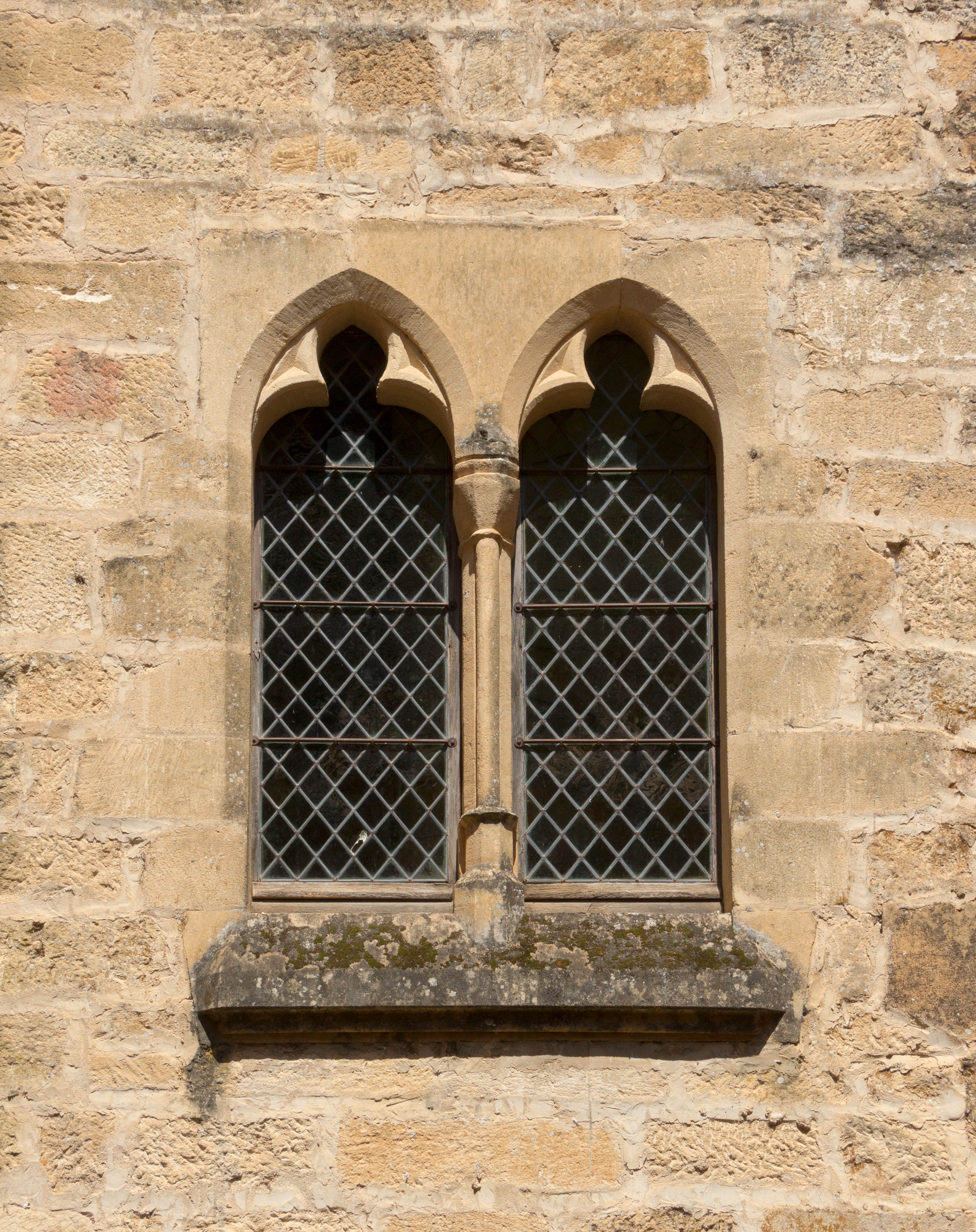
Castelo de Beynac, Dordonha, França
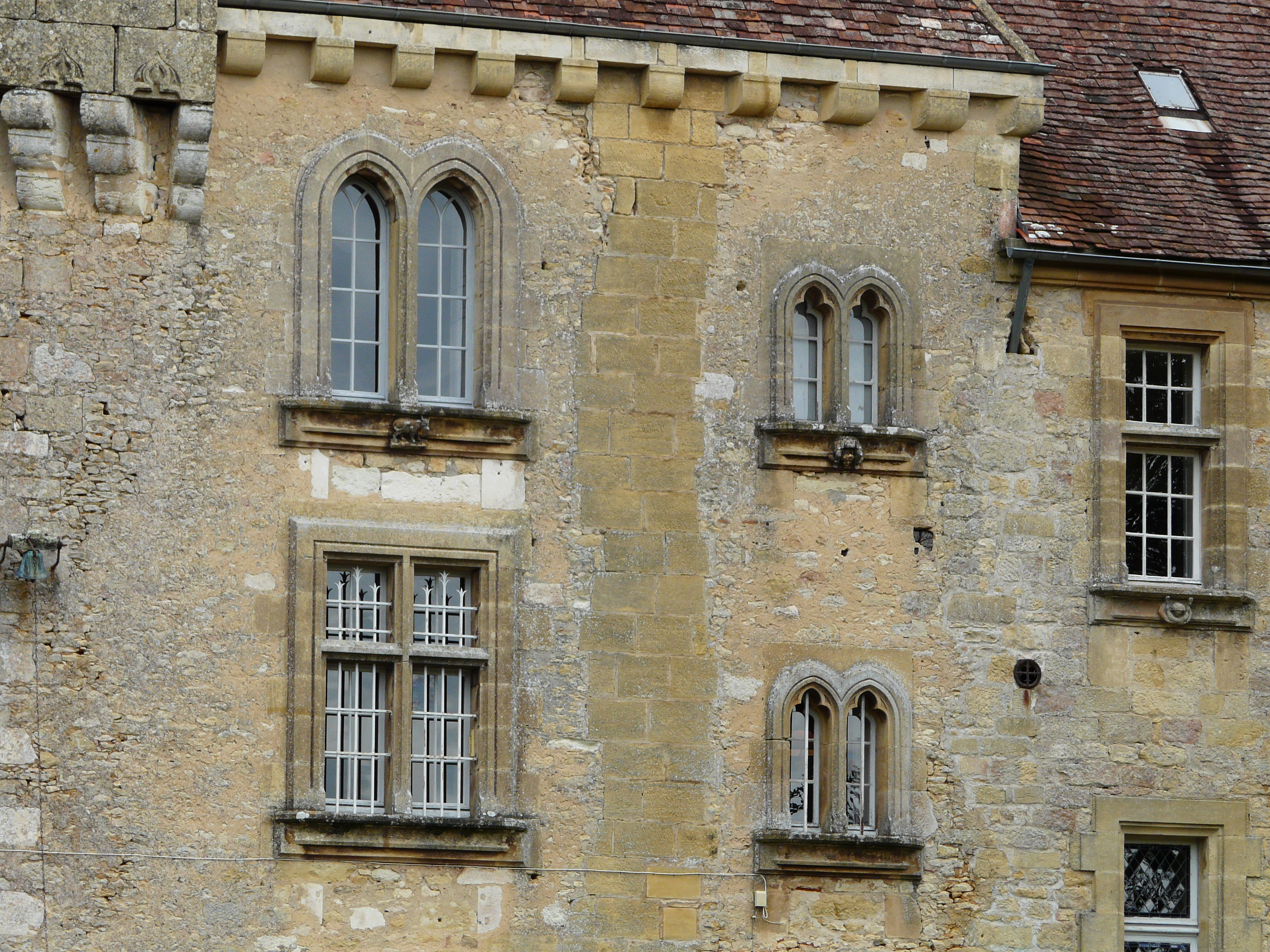
Castelo de Monsec, Mouzens, Dordonha, França

Exemplares arquitectónicos portugueses

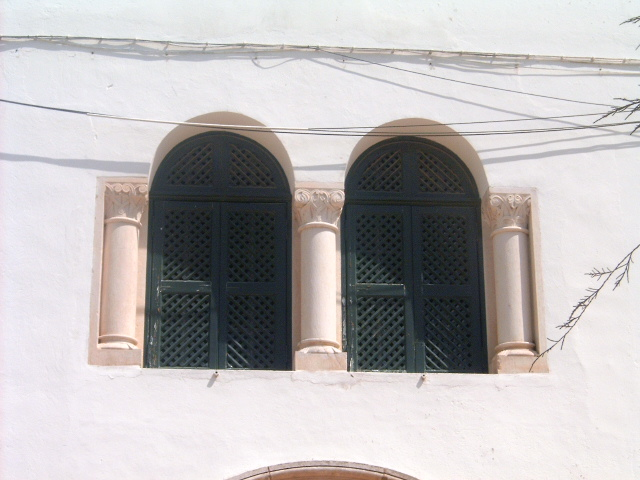
Aximez ou janela geminada, Casa dos Patudos, Alpiarça, Portugal
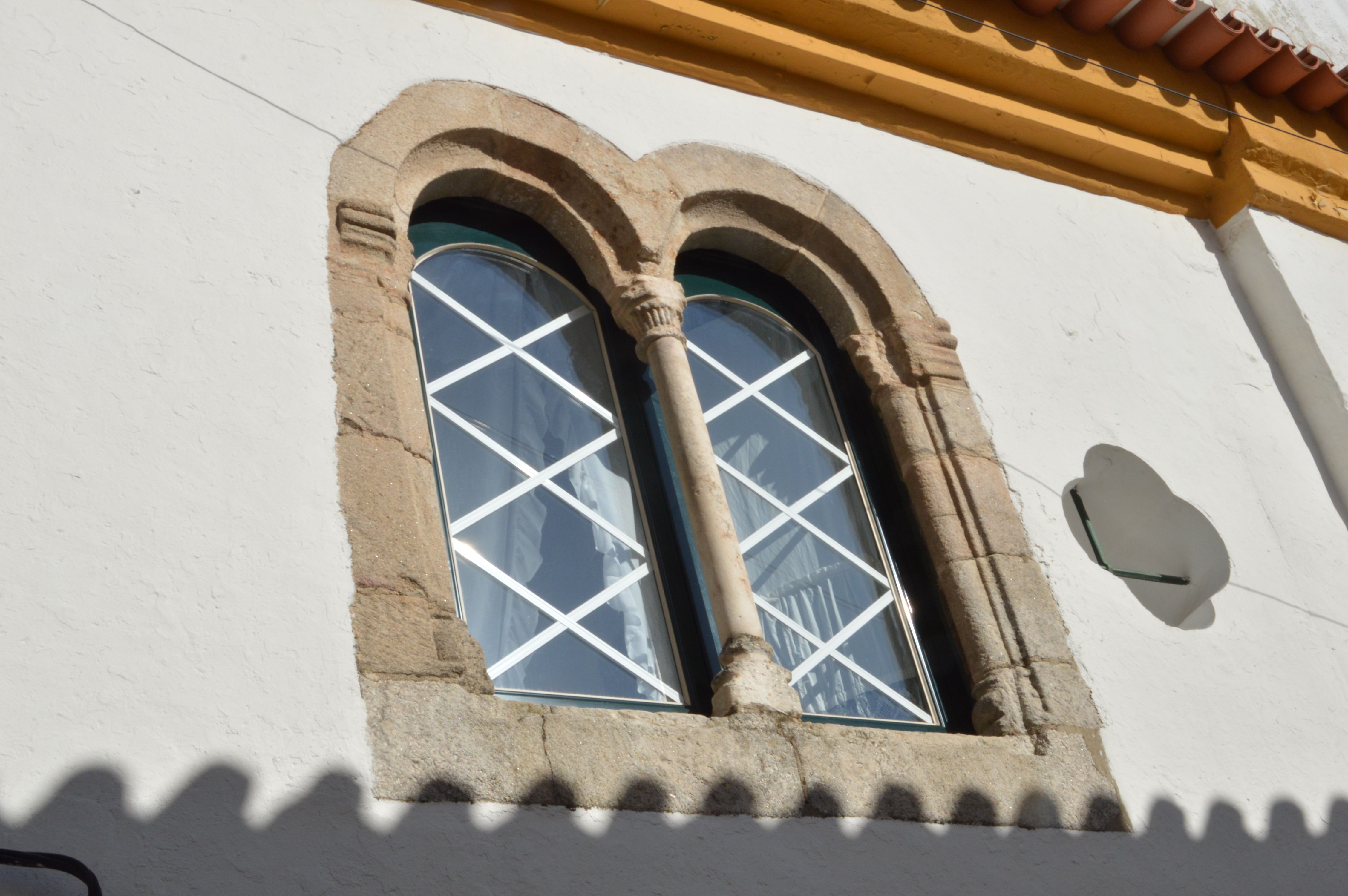
Janela Renascentista Geminada
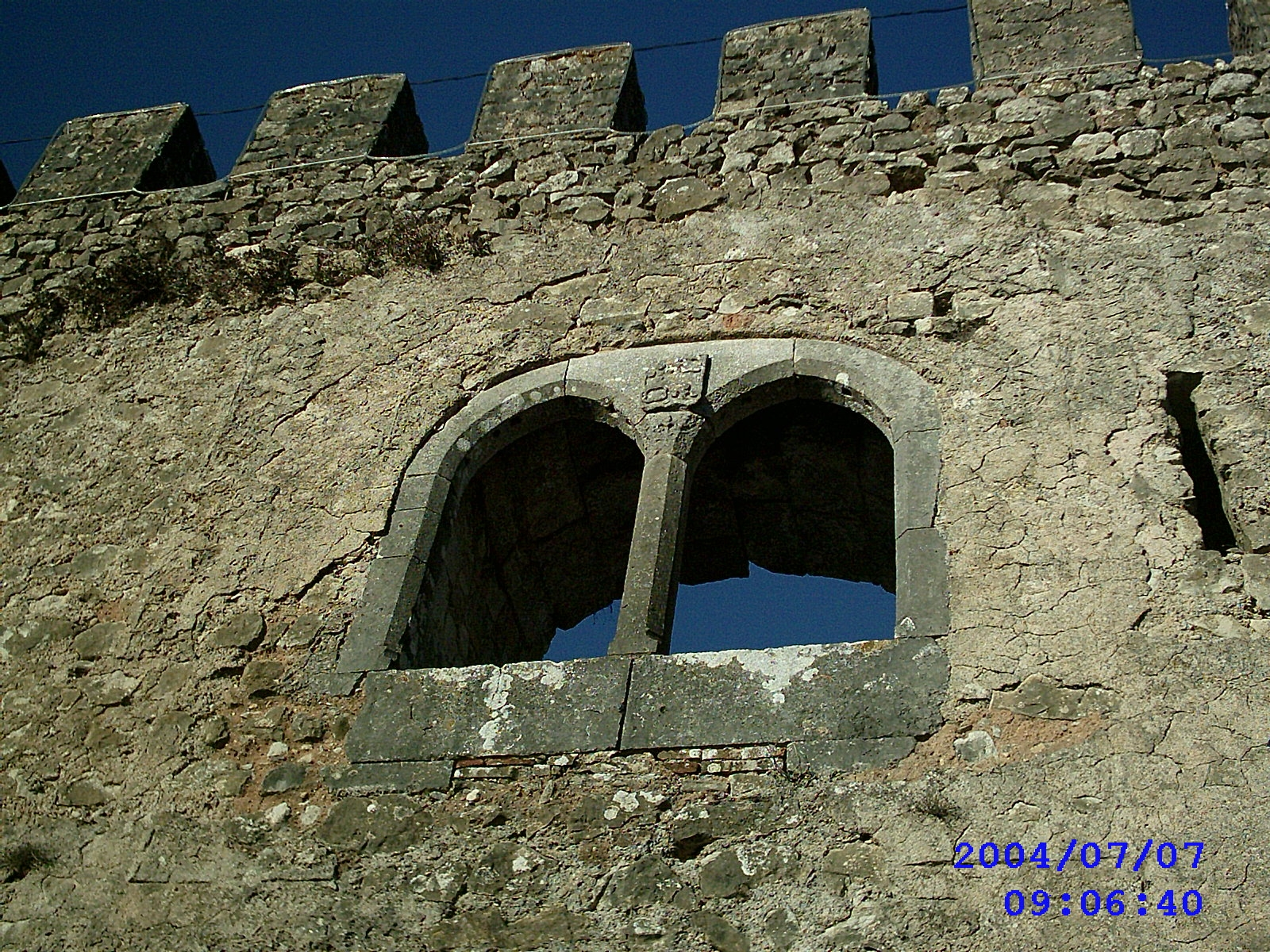
Aximez do Castelo de Pombal, Leiria
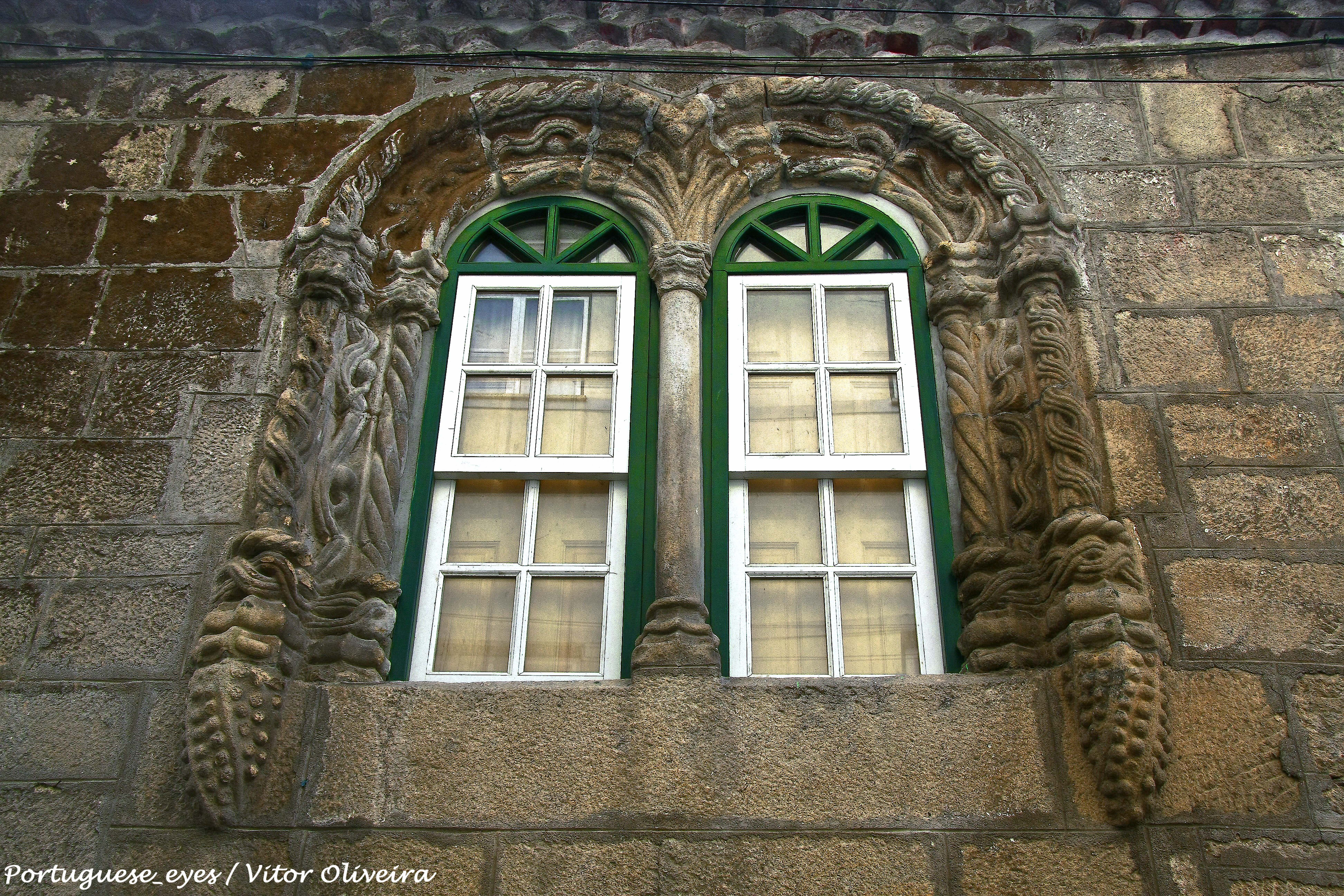
Janela geminada da Casa da Torre, Gouveia, Guarda
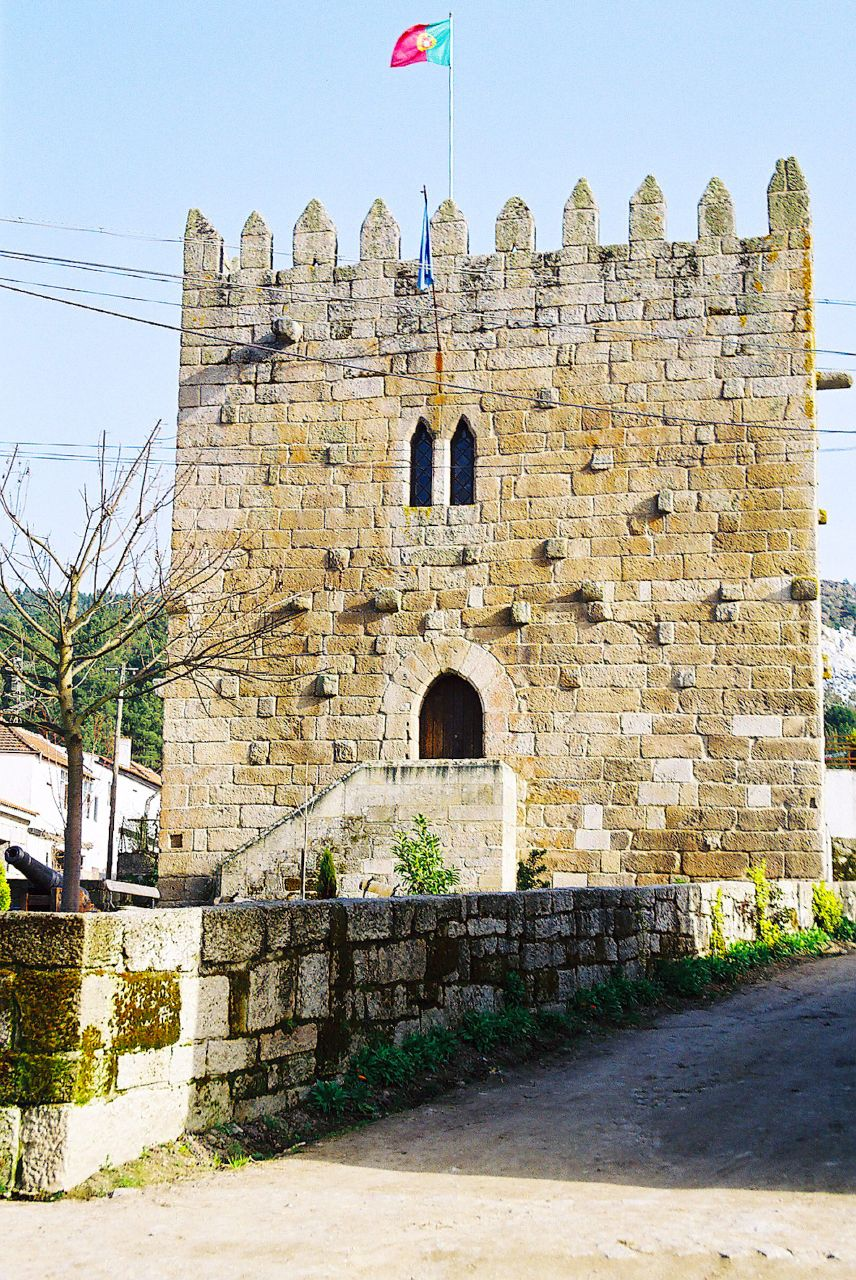
Castelo de Sto. Estevão, Chaves, Vila Real
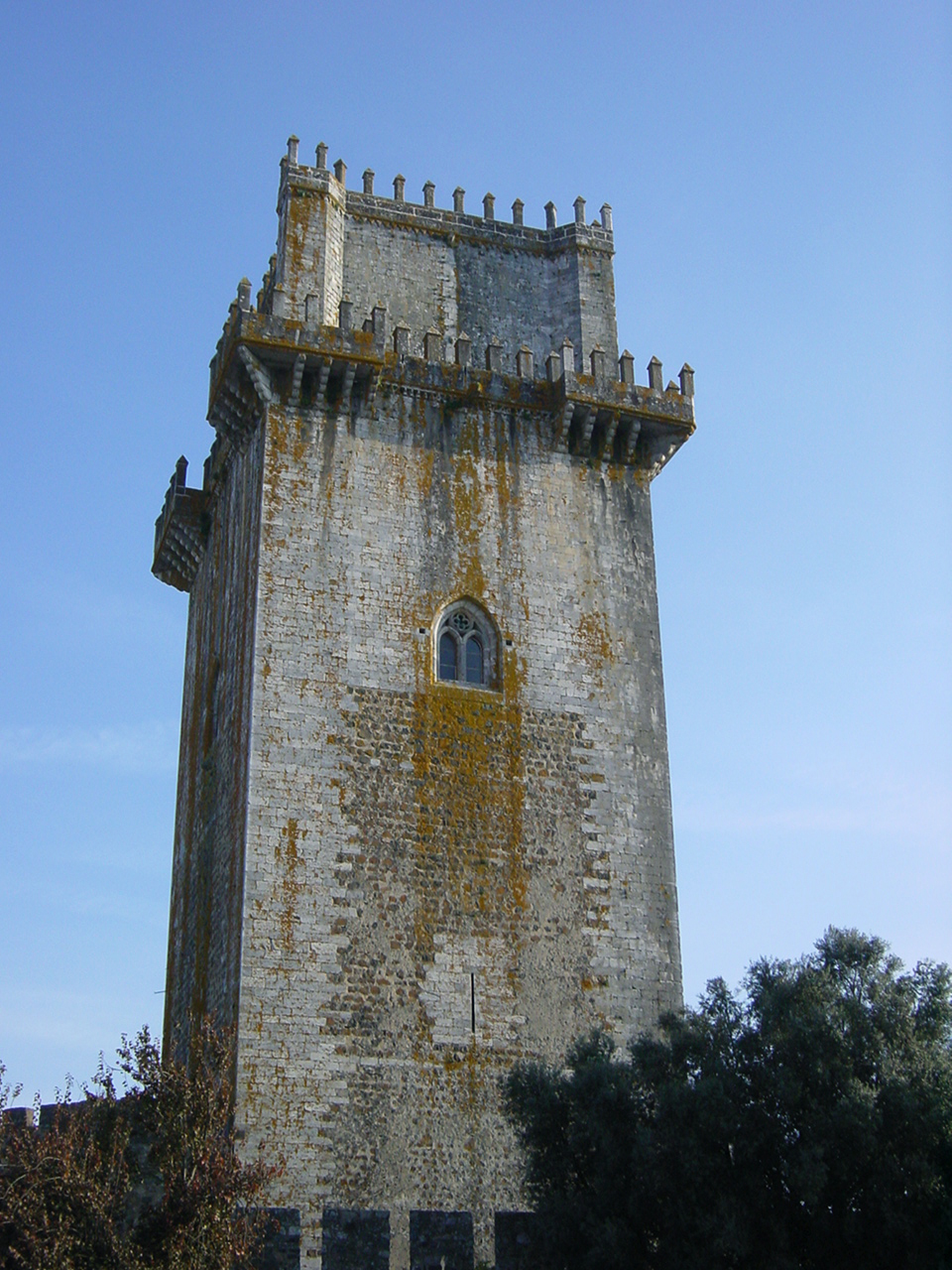
Torre do Castelo de Beja, Beja